# Meteorologiåret 2006

## Händelser

### Januari
- 1 januari-30 juni - Första halvan av 2006 förväntades tillsammans med 1998 ha blivit det varmaste halvåret under ett år sedan 1890-talet. Dock har reportrar spått 2006 bli det tredje varmaste året som finns nedtecknat, bakom 1998 och 2005.
- 1 januari-31 december - I Storbritannien blev 2006 det varmaste året som finns nedtecknat.
- 19 januari - Australiska forskare vid CSIRO Marine and Atmospheric Research Centre i Hobart, Tasmanien publicerar experimentell data som matcher modeller av höjd havsnivå.[1]
- 20 januari - Bandymatchen IFK Vänersborg-Sandvikens AIK (0-0) på Vänersborgs isstadion i Vänersborg, Sverige måste på grund av snöproblemen spelas 3x30 minuter [2].

### Februari
- 17-18 februari - Vid Olympiska vinterspelen 2006 i Turinområdet i Italien skjuts damernas kombinerade störtlopp fram från 17 februari till 18 februari på grund av för hårda vindar, och herrarnas Super-G den 18 februari körs om samma dag på grund av snöoväder [3].

### Mars
- Mars - I Sverige upplever delar av Götaland sin kallaste marsmånad sedan 1901 får delar av svenska Lappland och Norrbotten mindre än 10 millimeter nederbörd, vilket ger största underskottet sedan 1974 [4]. Det blir Sveriges kallaste januarimånad sedan 1987, undantaget Norra Norrland där det var kallare 2001.[5]
- 10 mars – Snöfall orsakar 6 trafikolyckor på 30 minuter i Sverige.[5]
- 22 mars - Nya rapporter om issmältningen i Antarktis och Grönland publiceras.[5]
- 26 mars – Vårvärmen börjar leta sig upp över Sverige.[5]
- 28 mars - Under snösmältninen i Sverige stängs fem mindre vägar i Skåne av på grund av översvämningar [6].

### Maj
- Maj - 98 millimeter nederbörd faller över Karlstad, Sverige som därmed upplever sin blötaste majmånad sedan 1983 [7].
- 3-maj - Tidig sommarvärme drar in över stora delar av Sverige.[5]
- 26 maj – I Älvsbyn, Sverige uppmäts hela + 26 °C.[5]

### Juni
- Juni-augusti - i Sverige blir sommaren en av de varmaste och torraste i "mannaminne", även om augusti blir regnig på många håll.
- Juni - Södra Sverige upplever sin soligaste och torraste junimånad i allmänhet sedan 1992, i Visby den soligaste sedan 1970 [8].
- 1 juni - Atlantiska orkansäsongen 2006 börjar officiellt.
- 9-14 juni – En värmebölja slår till i Sverige.[5]
- 13 juni – Värmeböljan i Sverige fortsätter, med + 18 °C vid lunchtid i Öresund.[5]

### Juli
- 16 juli – En värmebölja härjar i centrala Minnesota, USA [9].
- 19 juli - I såväl England i Storbritannien som Nederländerna uppmäts månadens högsta temperatur, + 36.5 °C respektive + 37.1 °C.[5]

### Augusti
- 3 augusti - Hela 14 millimeter nederbörd faller över Börrum, Sverige.[5]
- 23 augusti – En tromb härjar i Sverige och leder till förödelse på en camping mellan Katrineholm och Eskilstuna.[5]
- 24 augusti – Tornados och hagel härjar i södra Minnesota, USA. En person dödas och 37 skadas [10].
- 27 augusti - 2006 års Atlantiska orkansäsongs första orkan, Ernesto, bildas strax söder om Haiti.

### September
- September
  - Köpenhamn, Danmark upplever sin näst varmaste septembermånad någonsin, med medeltemperaturen + 17,5°C [11].
  - Med medeltemperaturen + 16,3 °C upplever Sola Norges varmaste septembermånad någonsin, och Vestlandet sin näst varmaste någonsin [12].
  - Södra Sverige upplever en torr septembermånad [13].
- 16 september – En tornado i Minnesota, USA dödar en 10-årig flicka [14].
- 26 september – I Torup, Sverige uppmäts + 25.3 °C vilket blir svenskt värmerekord för så sent på året.[15]

### Oktober
- Oktober
  - Köpenhamn, Danmark upplever sin varmaste oktobermånad någonsin, med medeltemperaturen + 12,8°C [11].
  - Med medeltemperaturen +  13.1° Falsterbo, Sverige uppmäts det högsta värdet någonsin för månaden [16].
  - 234 millimeter nederbördfaller över Härnösand, Sverige vilket innebär nytt lokalt nederbördsrekord för månaden [16].
- 21 oktober - Tiotusen strömlösa hushåll Jämtlands län och Västernorrlands län i Sverige efter snöfall.
- 28 oktober – 92 centimeter snö uppmäts i Skärvången, Sverige vilket innebär det största värdet för månaden i Sverige frånsett rekordet från Riksgränsenfjällen 1925 [17].

### November
- November
  - Den svenska dagstidningen Aftonbladet uppmärksammar klimatuppvärmningen [18].
  - Östra Afrika  drabbas av stora översvämningar, och vid månadens slut väntar 1,8 miljoner personer på hjälp, som dock försvagas då den redan tidigare svaga infrastrukturen skövlas bort.[15]
  - Med medeltemperaturen + 8,1°C tangerar Köpenhamn, Danmark stadens rekord från 1938 för varmaste novembermånad [11].
  - Med medeltemperaturen + 9,2 °C, 3,6 grader över det normala, upplever Lindesnes fyr Norges mildaste novembermånad någonsin [19].
- Sverige upplever en ovanligt mild novembermånad [20].
- November-december - På Norra halvklotet inleds vintern med för årstiden milt väder på flera håll. Bandymatcher byter speldatum och skidtävlingar ställs in och måste flyttas till andra orter och datum än de första planerade.
- 1 november - Sveriges regerings särskilde klimatutredare Bengt Holgersson skriver i ett första pressmeddelande att riskerna för översvämningar i svenska sjöar som Mälaren och Vänern är stora de kommande 100 åren. I Stockholm hotas vitala samhällsfunktioner, och runt Mälaren och Vänern riskerar över 3,5 miljoner kvadratmeter byggnadsyta dränkas.[15]
- 30 november
  - Atlantiska orkansäsongen 2006 avslutas officiellt.
  - Kraftiga snöfall härjar i Minnesota, USA [21].

### December
- December
  - Med medeltemperaturen + 8,2 °C, 5,3 grader över det normala, upplever Lindesnes fyr Norges mildaste decembermånad någonsin [22].
  - Stora Väderön slår Sverigerekord för decembervärme som helthet med + 7.8° [23].
- 21 februari – I centrala Arvika, Sverige sätts skyddsvaller upp för att hindra Glafsfjorden från att dränka stadens centrala delar. Vattnet stiger med 6 centimeter under dagen.[15]
- 11-16 december - Översvämningars kulm på olika platser i Västsverige på grund av mycket höga eller i vissa fall extremt höga vattenflöden i vattendragen. Vädervarning klass 3 utfärdad av SMHI vilket betyder vattenföring med återkomsttid på över 50 år. Mölndalsån höga vatten nivåer slår hårt mot det tätbebyggda området längs med Mölndalsvägen och slår ut Västkustbanan i över två veckor [24].
- 21 december - Kanada upplever mycket milt väder inför julen [25].
- 24 december
  - Bergen, Norge upplever med +8.8 °C sin mildaste julaftonskväl någonsin [26].
  - I Sverige är det detta år bara snö på julafton från södra fjällen och norrut, frånsett delar av nordvästra Svealand. I resten av Sverige är det barmark [27].
- 25 december - En typiskt "grön jul" inträffar i Sverige, med barmark i Götaland, större delen av Svealand samt en stor del av Norrland [28].

## Avlidna
- 25 juli – James T. Moore, amerikansk meteorolog.

### Fotnoter
1. ↑  Sportbladet 20 januari 2006 - Mållöst
2. ↑  Helsingborgs Dagblad 17 februari 2006 - Störtloppet uppskjutet till lördag
3. ↑  SMHI
4. 1 2 3 4 5 6 7 8 9 10 11   När Var Hur 2007. DN
5. ↑  Sydsvenskan 28 mars 2006 - Flera översvämmade vägar avstängda
6. ↑  SMHI
7. ↑  SMHI Arkiverad 27 november 2012 hämtat från the Wayback Machine.
8. ↑  ”Arkiverade kopian”. Arkiverad från originalet den 21 juli 2010. https://web.archive.org/web/20100721153842/http://climate.umn.edu/pdf/day_in_weather_history/july_wx_history.pdf. Läst 16 februari 2011.
9. ↑  ”Arkiverade kopian”. Arkiverad från originalet den 26 juli 2010. https://web.archive.org/web/20100726102403/http://www.climate.umn.edu/pdf/day_in_weather_history/august_wx_history.pdf. Läst 16 februari 2011.
10. 1 2 3  DMI[död länk]
11. ↑  MET
12. ↑  SMHI Arkiverad 14 juni 2015 hämtat från the Wayback Machine.
13. ↑  ”Arkiverade kopian”. Arkiverad från originalet den 26 juli 2010. https://web.archive.org/web/20100726102501/http://www.climate.umn.edu/pdf/day_in_weather_history/september_wx_history.pdf. Läst 16 februari 2011.
14. 1 2 3 4   När Var Hur 2008. DN
15. 1 2  SMHI Arkiverad 14 juni 2015 hämtat från the Wayback Machine.
16. ↑  SMHI
17. ↑  Aftonbladet - Klimathotet
18. ↑  MET
19. ↑  SMHI Arkiverad 4 januari 2014 på WebCite
20. ↑  ”Arkiverade kopian”. Arkiverad från originalet den 16 juli 2010. https://web.archive.org/web/20100716104924/http://www.climate.umn.edu/pdf/day_in_weather_history/november_wx_history.pdf. Läst 16 februari 2011.
21. ↑  MET
22. ↑  SMHI
23. ↑  ”SMHI”. Arkiverad från originalet den 15 november 2012. https://web.archive.org/web/20121115094422/http://www.smhi.se/kunskapsbanken/hydrologi/2006-oversvamningar-och-jordskred-i-vastra-gotaland-1.12094. Läst 4 februari 2011.
24. ↑  MET
25. ↑  Sveriges television 23 december 2006 - Vit jul bara i norra Sverige Arkiverad 23 september 2009 hämtat från the Wayback Machine.
26. ↑  SMHI